# Volksgenosse
Volksgenosse е немски термин, използван в Националсоциалистическата германска работническа партия (НСДАП) като обръщение към другите членове на партията по време на Третия райх. Съставен е от думите Volk (народ) и Genosse (другар(ю)), и цели разграничаване от други социалистически партии и комунистическата партия, които използват само обръщението Genosse (Другар(ю)).
В писмена кореспонденция се използвал и терминът Parteigenosse (букв. „партиен другар“). Популяризацията на този термин се наложила след издаването на „Моята борба“ на Хитлер. Диктаторът често използвал обръщението като увод на своите речи.
Според четвърта точка от програмата за управление на НСДАП Volksgenosse може да бъде само човек с немска кръв и потекло, без значение на конфесията. Следователно един евреин не може да бъде Volksgenosse.
В началото славяните са считани за сродни с германските народи, но след 1940 г. това се променило.
|  | Тази страница частично или изцяло представлява превод на страницата Volksgenosse в Уикипедия на немски. Оригиналният текст, както и този превод, са защитени от Лиценза „Криейтив Комънс – Признание – Споделяне на споделеното“, а за съдържание, създадено преди юни 2009 година – от Лиценза за свободна документация на ГНУ. Прегледайте историята на редакциите на оригиналната страница, както и на преводната страница, за да видите списъка на съавторите. ВАЖНО: Този шаблон се отнася единствено до авторските права върху съдържанието на статията. Добавянето му не отменя изискването да се посочват конкретни източници на твърденията, които да бъдат благонадеждни. |